# Walther Albrecht
Walther Albrecht (* 18. Juli 1881 in Ulm; † 26. Dezember 1960 in Tübingen) war ein deutscher Ohrenarzt und Direktor der Hals-, Nasen- und Ohrenklinik der Universität Tübingen.

## Leben
Er war der Sohn des General-Oberarztes Heinrich Albrecht aus Ulm. Albrecht besuchte das Gymnasium in Ulm und studierte ab 1900 in Tübingen, München und Berlin Medizin. Seit dem Wintersemester 1900/01 war er Mitglied der Burschenschaft Germania Tübingen. Er war als Assistenzarzt in Berlin, Tübingen und Freiburg i. Br. tätig. 1910 habilitierte er sich bei Joseph Wagenhäuser in Tübingen, 1911 wurde er Oberarzt an der Charité in Berlin, bevor er 1914 einen Ruf nach Tübingen bekam. Während des Ersten Weltkriegs war er fachärztlicher Beirat im XIII. Armee-Korps. 1921 wurde er zum ordentlichen Professor ernannt, 1928 lehnte er einen Ruf nach Münster ab. Albrecht wirkte mit bei der von Günther Just und Karl Heinrich Bauer ab 1935 herausgegebenen Zeitschrift für menschliche Vererbungs- und Konstitutionslehre. 1951 wurde Albrecht emeritiert.
Im Jahr 1936 wurde Walter Albrecht in der Sektion Oto-Rhino-Laryngologie als Mitglied in die Deutsche Akademie der Naturforscher Leopoldina aufgenommen.

## Schriften (Auswahl)
- Ueber metastatische paranephritische Abscesse, Tübingen: Laupp 1906 (Dissertation)
- mit Alfred Denker: Lehrbuch der Krankheiten des Ohres und der Luftwege einschließlich der Mundkrankheiten, Fischer, Jena 1925
- Erbbiologie und Erbpathologie des Ohres und der oberen Luftwege, Springer, Berlin 1940